# گل‌تپه علیا
گل‌تپه علیا، روستایی از توابع بخش کرفتو شهرستان دیواندره در استان کردستان ایران است.

## جمعیت
این روستا در دهستان زرینه قرار دارد و براساس سرشماری مرکز آمار ایران در سال ۱۳۸۵، جمعیت آن ۲۴۵ نفر (۴۴خانوار) بوده‌است.